# Grave New World (film)
Grave New World is een muziek/videofilm, gemaakt ter promotie van het vijfde gelijknamige muziekalbum van de Britse band Strawbs.
De beelden doen erg denken aan Toppop-filmpjes uit die tijd, een spierwit orgeltje, chromakey en zelfs bij één track alleen een danseres à la Penny de Jager. Soms lijken ze erg op de Toppops videofilmpjes zoals bij Earth & Fires Maybe Tomorrow, Maybe Tonight.

## Musici
- Dave Cousins – zang, gitaar, dulcimer (hij heet hier in afwijking van het album gewoon Dave)
- Tony Hooper – zang, gitaar, autoharp
- John Ford – zang, basgitaar
- Blue Weaver – toetsen
- Richard Hudson – slagwerk, sitar.

## Filmpjes
1. Benedictus
2. Hey little man – Thursday’s child (Cousins solo)
3. Is it today, Lord?
4. New world, met beelden van de burgeroorlog in Noord-Ierland, beelden van de Eerste Wereldoorlog en hongersnood (Bangladesh?);
5. The flower and the young man
6. On growing older;
7. Ah me, ah my; Strawbs als combo;
8. Tomorrow
9. Hey little man – wednesday’s child (Cousins solo)
10. The journey’s end – een man op zijn levenspad, hij zakt langzaam in elkaar en sterft.

Bij de filmpjes is ene Barry Stevens betrokken; hij monteerde later de videoclip bij Bohemian Rhapsody; een zekere gelijkenis is merkbaar; hier vijf zingende hoofden tegen een donkere achtergrond; bij Queen vier. Regisseur is Steve Turner.
De film werd in 2003 uitgegeven door Witchwood Media op een Dvd samen met Strawbs Live in Tokyo 75.